# Ride For The Living

Uczestnicy przed bramą Auschwitz

Ride For The Living (RFTL) – czterodniowe wydarzenie organizowane od 2014 roku przez Centrum Społeczności Żydowskiej w Krakowie. Głównym elementem Ride For The Living jest całodzienny, 97-kilometrowy rajd rowerowy, który rozpoczyna się pod bramą Auschwitz-Birkenau, a kończy w Centrum Społeczności Żydowskiej w Krakowie. Biorą w nim udział uczestnicy z całego świata, w tym także członkowie społeczności żydowskiej w Krakowie. Trasa przejazdu ma symbolizować pamięć o Holokauście oraz odrodzenie życia żydowskiego w Krakowie.

## Historia
Ride For The Living został zapoczątkowany przez Roberta Desmonda, który przejechał na rowerze ponad 2000 km z Londynu do Auschwitz-Birkenau, po drodze odwiedzając miejsca związane z historią II wojny światowej. Po zakończeniu swojej podróży Robert dotarł do Krakowa, gdzie dowiedział się o istnieniu tamtejszej społeczności żydowskiej. Po spotkaniu z jej członkami zdecydował, że rajd będzie miał swoją linię mety w Centrum Społeczności Żydowskiej w Krakowie. W 2014 roku odbyła się pierwsza edycja Ride For The Living, w której wzięli udział członkowie lokalnej społeczności żydowskiej, Desmond i zaproszeni goście z Polski, Wielkiej Brytanii, Stanów Zjednoczonych i Izraela. Od tego czasu trasa rajdu wiedzie z Auschwitz-Birkenau do Centrum Społeczności Żydowskiej w Krakowie.  

## Program
RFTL odbywa się od czwartku do niedzieli. Na program wydarzenia składają się: 
- Zwiedzanie Państwowego [Muzeum Auschwitz-Birkenau w Oświęcimiu i udział w ceremoniach upamiętniających ofiary zagłady
- Powitalna kolacja w Synagodze Izaaka
- Ride For The Living: 97-kilometrowy rajd rowerowy z Auschwitz-Birkenau do Centrum Społeczności Żydowskiej w Krakowie
- Kolacja szabatowa z gośćmi Festiwalu Kultury Żydowskiej w Krakowie
- Udział w koncercie Szalom na Szerokiej[4] organizowanego w ramach Festiwalu Kultury Żydowskiej w Krakowie
- Ceremonia zamknięcia rajdu

## Trasa Rajdu

Trasa rajdu

Trasa rajdu ma 97 kilometrów. Większa część trasy obejmuje Wiślaną Trasę Rowerową. Droga rajdu wiedzie przez: Oświęcim, Przeciszów, Podolsze, Morysinę, Smolice, Miejsce, Spytkowice, Lipową, Łączany, Chrząstowice, Pozowice, Facimiech, Ochodzę, Kopankę, Skawinę, a kończy się w Krakowie.

### Uczestnicy

Marcel Zieliński

W Ride For The Living wzięli udział m.in.:                            
- Greg LeMond – trzykrotny zwycięzca tour de France
- Joachim Frank – laureat Nagrody Nobla w dziedzinie chemii w 2017 roku
- Bernard Offen – pochodzący z Krakowa Ocalały z Holokaustu, który przeżył pięć obozów koncentracyjnych
- Marcel Zielinski – pochodzący z Krakowa Ocalały z Auschwitz
- Dan Craven – dwukrotny olimpijczyk i wielokrotny mistrz kolarstwa Namibii
- Yoav Bear – dwukrotny mistrz kolarstwa Izraela
- Paul Jones – Ambasador Stanów Zjednoczonych w Polsce
- Walter Braunohler – Konsul Generalny Stanów Zjednoczonych w Krakowie

## Cel
Ride For The Living jest największym fundraisingowym projektem Centrum Społeczności Żydowskiej w Krakowie, podczas którego zbierane są fundusze na działalność centrum. Środki zebrane w czasie pierwszej edycji rajdu w 2014 roku pozwoliły członkom Klubu Seniora, ocalałym z Holokaustu, zwiedzić Izrael. Pieniądze zbierane podczas kolejnych edycji finansują inicjatywy dla najstarszych członków społeczności centrum, w tym: kalendarz na 2015 rok ze zdjęciami i historiami członków Klubu Seniora, lekcje angielskiego, opiekę medyczną, zajęcia na Uniwersytecie Trzeciego Wieku, a także programy i wydarzenia kierowane do innych członków społeczności takie jak Centrum Edukacji Wczesnoszkolnej FRAJDA, Żydowski Klub Studencki Hillel Gimel, kolacje szabatowe i święta żydowskie.

## Programy “satelickie”

Marcel Zieliński

Centra społeczności żydowskich, kluby studenckie, inne organizacje żydowskie, a także osoby prywatne, tworzą na całym świecie tzw. „programy satelickie”, czyli wydarzenia towarzyszące Ride For The Living. Ich twórcy organizują rajdy rowerowe w swoich miastach, w czasie których edukują o życiu żydowskim w Polsce i w ten sposób zbierają fundusze na rzecz Centrum Społeczności Żydowskiej w Krakowie.